# Il bandito della Casbah
Il bandito della Casbah (Pépé le Moko) è un film del 1937 diretto da Julien Duvivier, tratto da un romanzo di Ashelbé (pseudonimo di Henri La Barthe).

## Trama
Pépé le Moko è un gangster a capo di una banda di malviventi di Parigi; per cercare di sfuggire alla polizia francese si rifugia assieme ai suoi compagni nella casba di Algeri, dove può vivere al sicuro, grazie alla copertura degli abitanti del luogo e soprattutto di Inès, una ragazza follemente innamorata di lui. Ciononostante l'ispettore Slimane non gli dà tregua e cerca in ogni modo di farlo uscire allo scoperto per arrestarlo.
Quando conosce Gaby, giovane e sofisticata turista parigina, Pépé se ne innamora perdutamente, scatenando la gelosia della sua amante Inès. L'ispettore Slimane segue attentamente gli sviluppi di questa storia, speculando sul fatto che condurrà Pépé a compiere un passo falso. In effetti, Pépé verrà catturato mentre tenta di abbandonare l'Algeria, imbarcandosi per la Francia con Gaby.
Dramma nel dramma, il bandito, vedendo allontanarsi la nave con l'amata a bordo, si suicida mentre la donna non si accorge di nulla.

## Produzione
Il film venne girato in esterni a Sète e a Marsiglia; per gli interni, furono utilizzati gli studi Pathé Cinéma. Sarebbe stato infatti impossibile girare nei vicoli stretti della città di Algeri, tanto che la protagonista Mireille Balin si era spesso lamentata di non aver potuto mettere piede nella città: nelle riprese in campo lungo, infatti, il suo personaggio veniva interpretato da una controfigura. Solo le riprese iniziali e alcune brevi sequenze sono riprese dal vivo.

## Remake e parodie
Visto il grande successo il film venne nuovamente distribuito in Francia nel 1940, 1953 e 1958.
Il film francese, interpretato da Jean Gabin, è stato riadattato due volte: la prima nel 1938, da John Cromwell, con il titolo di Un'americana nella Casbah (Algiers); la seconda nel 1948, da John Berry, con il titolo di Casbah.
Del 1949 è la parodia Totò le Mokò, di Carlo Ludovico Bragaglia, con Carlo Ninchi calato nei panni che furono di Gabin.
Il personaggio interpretato da Charles Boyer nella prima versione americana fu di ispirazione per la creazione della simpatica moffetta Pepé Le Pew apparsa per la prima volta nella serie Looney Tunes nel 1945.

## Riconoscimenti
- National Board of Review Awards 1941: miglior film straniero